# Maurice Fitzhardinge Berkeley
Maurice Fitzhardinge Berkeley, 1. baron Fitzhardinge (Maurice Frederick Fitzhardinge Berkeley, 1st Baron Fitzhardinge of Bristol) (3. ledna 1788 – 17. října 1867, Berkeley Castle, Gloucestershire, Anglie) byl britský admirál. U Royal Navy sloužil od napoleonských válek, později byl dlouholetým členem Dolní sněmovny a působil v námořní administraci. Dvakrát zastával funkci prvního námořního lorda (1852, 1854–1857). V roce 1861 byl s titulem barona povolán do Sněmovny lordů a v roce 1862 dosáhl hodnosti admirála.

## Kariéra

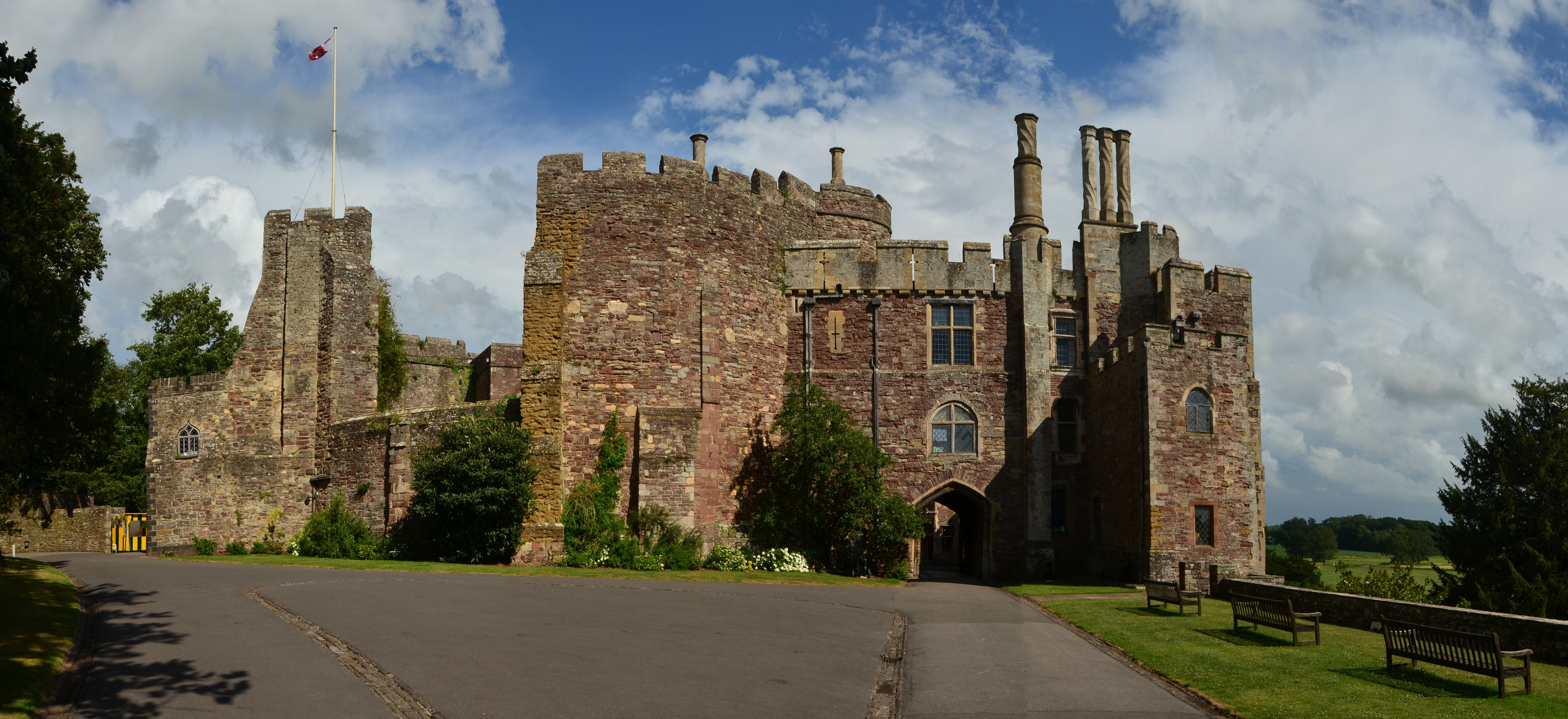
Hrad Berkeley Castle (Gloucestershire), hlavní sídlo rodu Berkeleyů

Pocházel z významného šlechtického rodu Berkeleyů, narodil se jako druhorozený syn Fredericka Augusta Berkeleye, 5. hraběte Berkeleye (1745–1810), mimo jiné patřil k nemanželskému potomstvu Karla II., byl též synovcem admirála Georga Cranfielda Berkeleye. U královského námořnictva sloužil od roku 1802, vynikl v bojích u břehů Pyrenejského poloostrova, v roce 1814 dosáhl hodnosti kapitána. Po napoleonských válkách žil v civilu, v letech 1831–1833, 1835–1837 a 1841–1857 byl členem Dolní sněmovny (v parlamentu zastupoval město Gloucester, protože v hrabství Gloucestershire měla rodina statky), politicky patřil k whigům. V námořní administraci byl čtvrtým námořním lordem (1833–1835, 1837–1839), třetím námořním lordem (1846–1847) a druhým námořním lordem (1849–1852, 1853–1854). Mezitím byl také námořním pobočníkem královny Viktorie (1846–1849) a v roce 1850 dosáhl hodnosti kontradmirála. V letech 1852 a 1854–1857 zastával funkci prvního námořního lorda. V tomto úřadu se podílel na koordinaci operací krymské války. Mezitím byl povýšen na viceadmirála (1856) a byl jmenován členem Tajné rady (1855), téhož roku obdržel velkokříž Řádu lázně. V roce 1857 zdědil majetek svého staršího bratra Williama Berkeleye, 1. hraběte Fitzhardinge (1786–1857). V roce 1861 získal titul barona Fitzhardinge a vstoupil do Sněmovny lordů, v roce 1862 dosáhl hodnosti admirála. Zemřel na starobylém rodovém sídle Berkeley Castle v hrabství Gloucestershire.

## Rodina
Jeho první manželkou byla Charlotte Lennox (1804–1833), dcera kanadského generálního guvernéra 4. vévody z Richmondu, po ovdovění se v roce 1834 podruhé oženil s Charlotte Reynolds-Moreton (1806–1881), dcerou 1. hraběte z Ducie. Potomstvo měl jen z prvního manželství (celkem čtyři děti). Dědicem byl starší syn Francis Berkeley, 2. baron Fitzhardinge (1826–1896), který sloužil v armádě a v mládí byl několik let členem Dolní sněmovny. Zemřel bez potomstva, titul zanikl úmrtím jeho mladšího bratra Charlese Berkeleye, 3. barona Fitzhardinge (1830–1916). Ten byl též poslancem Dolní sněmovny a stejně jako otec zastupoval v parlamentu město Gloucester.
Měl šest bratrů, z nichž pět zasedalo v Dolní sněmovně.